# 山崎敏夫 (経営学者)
山崎 敏夫（やまざき としお、1962年3月22日 - ）は、日本の経営史学者、立命館大学教授。

## 略歴
大阪府生まれ。1985年同志社大学商学部卒、1990年同大学院商学研究科後期博士課程単位取得。1989年高知大学人文学部助手、専任講師、助教授を経て、1994年立命館大学経営学部助教授、教授となる。1999年「ドイツ企業管理史研究」で立命館大学博士（経営学）。ドイツ経営史が専門。

## 著書
- 『ドイツ企業管理史研究』森山書店 1997
- 『ヴァイマル期ドイツ合理化運動の展開』森山書店 2001
- 『ナチス期ドイツ合理化運動の展開』森山書店 2001
- 『現代経営学の再構築 企業経営の本質把握』森山書店 2005
- 『戦後ドイツ資本主義と企業経営』森山書店 2009
- 『現代のドイツ企業 そのグローバル地域化と経営特質』森山書店 2013
- 『ドイツ戦前期経営史研究』森山書店 2015
- 『企業経営の日独比較 産業集中体制および「アメリカ化」と「再構造化」』森山書店 2017

### 共著
- 『ドイツ合理化運動の研究』前川恭一共著 森山書店 1995